# Tatjana Gonoboblewa
Tatjana Pawłowna Gonoboblewa, z domu Siemionowa (ros. Татьяна Павловна Гонобоблева (Семёнова), ur. 19 listopada 1948 w Leningradzie, zm. 28 maja 2007 w Petersburgu) – rosyjska siatkarka, reprezentantka Związku Radzieckiego, złota medalistka letnich igrzysk olimpijskich, medalistka mistrzostw świata, pucharu świata, mistrzostw Europy i uniwersjady.

## Życiorys
Siemionowa grała w reprezentacji Związku Radzieckiego w latach 1971-1974. Zdobyła złoty medal podczas mistrzostw Europy 1971 we Włoszech. Jako Gonoboblewa wystąpiła na igrzyskach olimpijskich 1972 odbywających się w Monachium. Zagrała wówczas we wszystkich meczach turnieju, w tym w zwycięskim pojedynku finałowym z Japonią. W 1973 została złotą medalistką letniej uniwersjady w Moskwie i pucharu świata w Urugwaju. Wraz z reprezentacją zajęła drugie miejsce na mistrzostwach świata 1974 w Meksyku.
Była zawodniczką klubów Spartak Leningrad (1965-1968) i Buriewiestnik Leningrad (1969-1979). Jest srebrną medalistką mistrzostw ZSRR z lat 1969 i 1970. Karierę sportową zakończyła w 1979. Następnie była trenerką sekcji juniorskich Spartaka.
W 1975 ukończyła studia w Instytucie Kultury Fizycznej w Leningradzie. Za osiągnięcia sportowe została wyróżniona tytułem Zasłużony Mistrz Sportu ZSRR w 1972 i uhonorowana orderem „Znak Honoru”.